# Eugene Dynkin
Eugene Borisovich Dynkin (em russo:  Евгений Борисович Дынкин; São Petersburgo, 11 de maio de 1924 – Ithaca, Nova Iorque, 14 de novembro de 2014) foi um matemático soviético-estadunidense.
Contribuiu nos campos da probabilidade e álgebra, especialmente em álgebra de Lie semissimples, grupo de Lie e processo de Markov.